# Neptun (mitologija)
U rimskoj mitologiji, Neptun (latinski Neptunus) je starorimski bog mora i potresa. U grčkoj mitologiji Neptun je poznat kao Posejdon, a kod Etruščana kao Nethuns. Neptunov znak je trozub, kao i Posejdonov znak. Neptunov sin je Triton.

## Neptunova obitelj
Neptun je sin Saturna, Titana, boga vremena, i njegove sestre-žene Ops. Saturn je progutao svako svoje dijete osim  Jupitera. Neptunova su braća Jupiter i Pluton, a sestre Cerera, Vesta i Junona. Neptun je dobio vlast nad morem, Pluton nad podzemljem, a Jupiter nad nebom. Neptun se oženio Salacijom, morskom nimfom. S njom je imao sina Tritona. Neptunov predak je Okean, bog-ocean, prvotni vladar mora.

## Kult
Neptun je bio štovan u Rimu kao bog konja i konjskih utrka. Njegov je nadimak bio Neptune Equester, zaštitnik konjskih utrka. Njegov se festival zvao Neptunalia. Neptun je imao 2 hrama u Rimu. Prvi je bio blizu Circus Flaminusa, a drugi, Basilica Neptuni, je napravljen na Campus Martiusu.

## Umjetnost
Neptun je prisutan svugdje u umjetnosti: na vazama, slikama. U mnogim se gradovima nalaze Neptunovi kipovi koji ga prikazuju s trozubom. Oko njega su i mnogobrojni tritoni te Salacija, morska nimfa. Neptunove fontane krase mnoge trgove, a Neptun je prikazan gol, s trozubom i bradom, a ponekad i krunom na glavi. Ovaj izbor izgleda fontane je takav zato što je Neptun bog slatke i slane vode.

## Vanjske poveznice
|  | Zajednički poslužitelj ima još gradiva o temi Neptun (mitologija) |